# Gare routière de Pontevedra
La gare routière de Pontevedra (Estación de Autobuses de Pontevedra) est une gare routière à Pontevedra (Espagne) qui permet le trafic de cars interurbains, à destinations nationales ou internationales.

## Situation
La gare routière de Pontevedra est située dans la partie sud de la ville, sur l'Avenue de la Estación, en face de la gare ferroviaire à côté de la rivière Gafos. Elle est à 400 mètres de la rocade PO-10 et à proximité de l'autoroute AP-9.

## Histoire
Depuis l'après-guerre, dans les années 1940, Pontevedra demandait une gare routière pour centraliser le transport de passagers par car, conformément à son statut de capitale provinciale. Après de nombreuses négociations à Madrid, Calixto González-Posada y Rodríguez a été le premier maire de la ville à annoncer la construction de la gare. Cependant, l'engagement du gouvernement espagnol en faveur de sa construction ne s'est pas concrétisé, ni dans les années 1940 ni dans les décennies suivantes.
Faute de gare routière, les cars arrivant à Pontevedra s'arrêtaient dans plusieurs rues centrales telles que Gutiérrez Mellado (autrefois General Mola), Pastor Díaz, Benito Corbal, Sagasta, Cobián Roffignac, García Camba et la Place Saint-Joseph.
Enfin, après que le choix de son emplacement ait été remis en question en raison de son éloignement relatif du centre-ville, la gare routière de Pontevedra a été construite sur un terrain situé en face de la gare ferroviaire, sur son côté ouest, tout près de la rivière Gafos. L'ingénieur chargé des travaux était M. Moreno de la Casa. Les travaux de construction ont commencé en décembre 1976 et ont duré deux ans. La gare routière a été inaugurée par le maire de Pontevedra, Joaquín Queizán Taboada, le 4 décembre 1978. Cependant, la station n'est devenue opérationnelle que le 24 novembre 1980, comportant deux étages, des escaliers mécaniques et plusieurs établissements commerciaux à l'intérieur. En 2015, les escalators ont été supprimés et remplacés par deux ascenseurs pouvant accueillir 13 personnes chacun.
Le 13 janvier 2020, la Xunta de Galicia a commencé les travaux de rénovation majeure de la gare routière, avec un budget de 6 millions d'euros. La façade, l'intérieur et les systèmes d'information ont été entièrement rénovés et le toit original du bâtiment a été récupéré, favorisant ainsi un intérieur lumineux. Les quais ont également été rénovés, les voies des deux accès routiers situés de part et d'autre de la façade principale de la gare ont été supprimées et un nouvel accès routier a été construit du côté sud-ouest vers l'Avenue Josefina Arruti. En outre, une place piétonne a été construite devant la gare ainsi qu'une nouvelle liaison piétonne du côté est avec la gare ferroviaire pour favoriser l'intermodalité, et la partie autour de la rivière Gafos a été récupérée et aménagée,,.
Le nouvel accès routier sud de la gare est devenu opérationnel le 1er septembre 2021. Les travaux de rénovation de la gare routière ont été achevés en novembre 2022,.

## Description
Le bâtiment de la gare routière de Pontevedra comporte deux étages. L'étage supérieur est accessible depuis la place de l'Avenue Estación, par une large rampe adaptée aux personnes handicapées le long de la partie centrale de la façade et par des escaliers sur les côtés. Cet étage abrite l'entrée, un grand hall central, une cafétéria,, des bureaux de gestion et d'information, des toilettes, un grand panneau d'information frontal et des ascenseurs. Le rez-de-chaussée donne accès aux 18 quais d'embarquement disposés en épis et dispose d'un espace d'attente extérieur.
La façade est constituée par un revêtement blanc avec une tôle d'acier micro-perforée, qui lui donne un aspect unifié, ainsi que par de multiples fenêtres. Le toit, fidèle à sa conception originale, offre une grande luminosité grâce à de multiples lanterneaux. À l'intérieur, le spacieux hall d'entrée du premier étage bénéficie de la lumière naturelle et est dominé par des textures en bois,.
Devant l'entrée principale de la gare, il y a une grande place piétonne pavée avec des arbres, sur le côté sud de laquelle il y a un auvent qui marque un itinéraire piétonnier qui relie la gare routière à la gare ferroviaire. À l'ouest de la place, il y a une zone de stationnement et une voie de dépose-minute pour les utilisateurs arrivant à la gare en voiture ou à moto,.

## Réseaux routiers
Différents réseaux routiers desservent la gare routière de Pontevedra. Pontevedra est reliée par autocar à la plupart des villes d'Espagne et de Galice, ainsi qu'à l'étranger, notamment l'aéroport de Porto et la France.

## Galerie

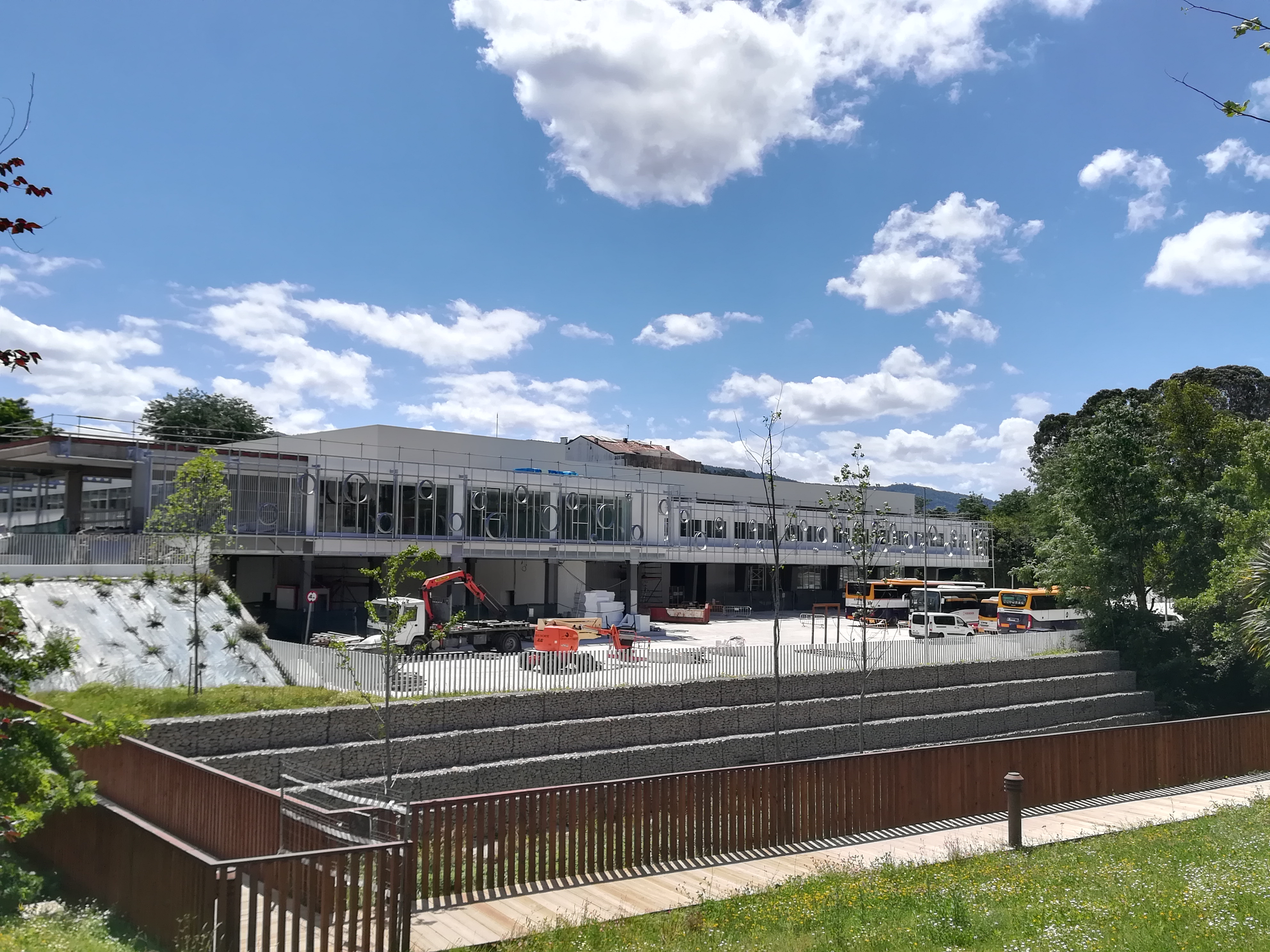
Façade ouest de la gare routière
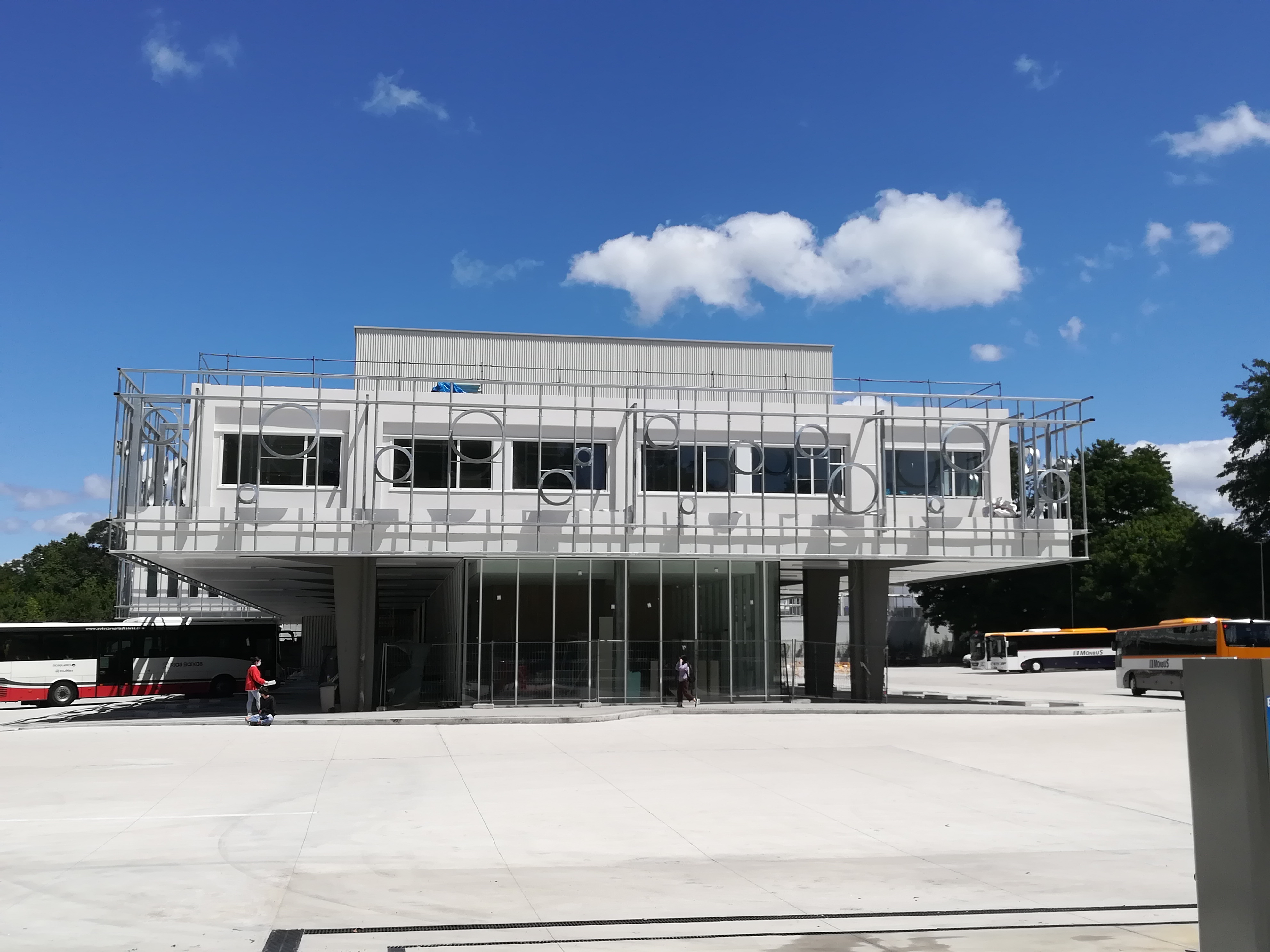
Façade arrière de la gare
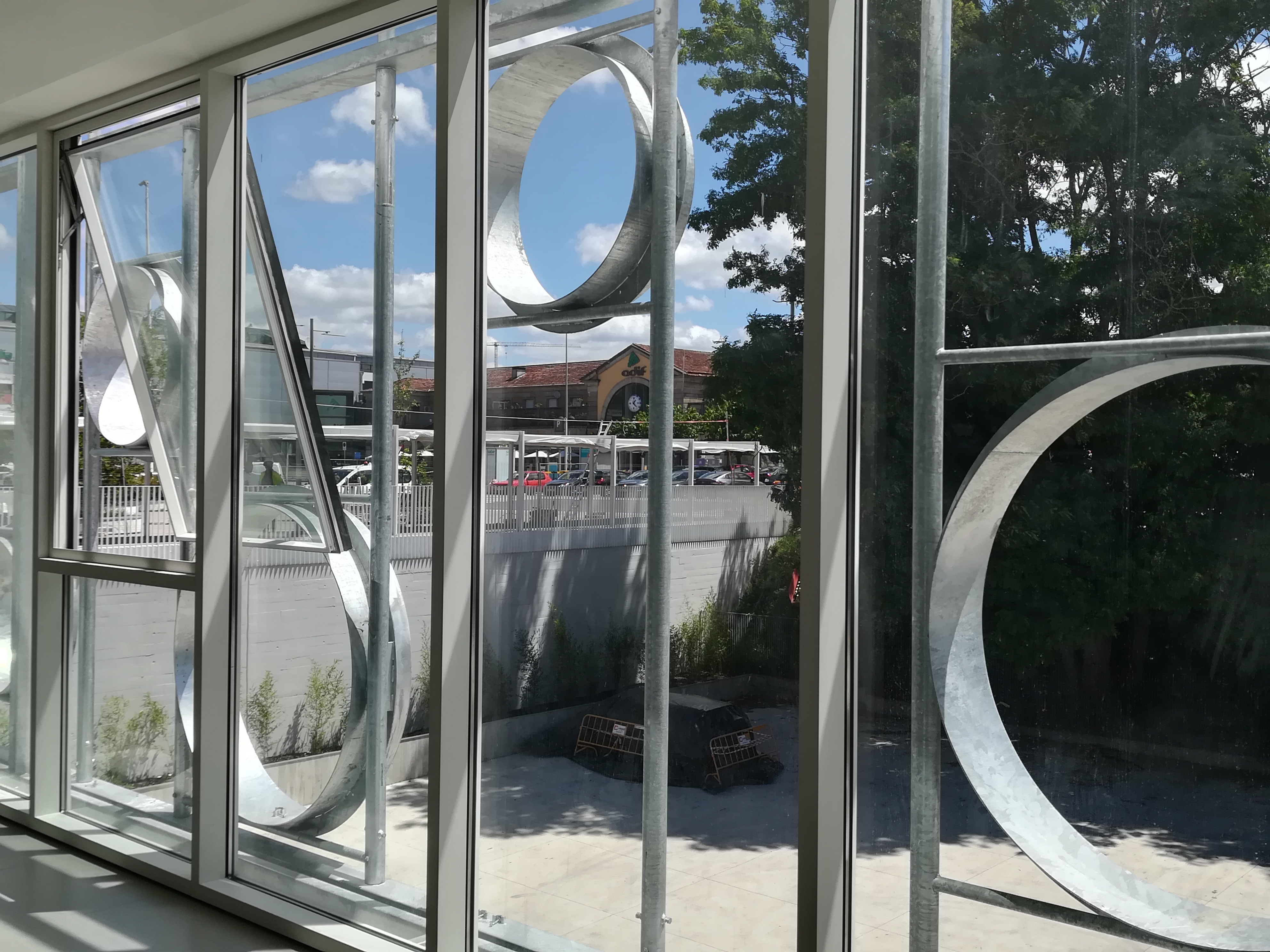
Fenêtres de la gare routière avec vue sur la gare ferroviaire
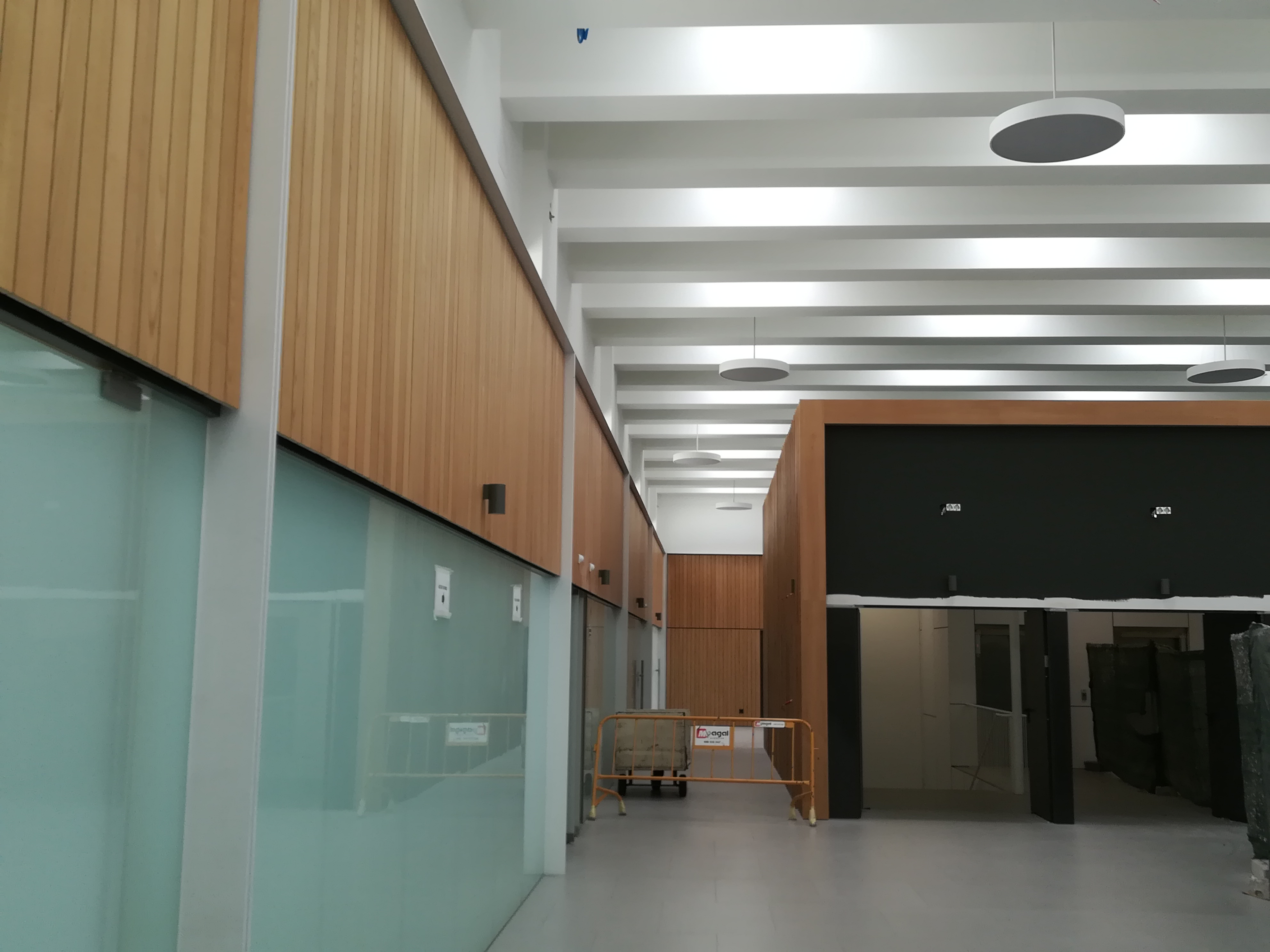
Intérieur de la gare routière
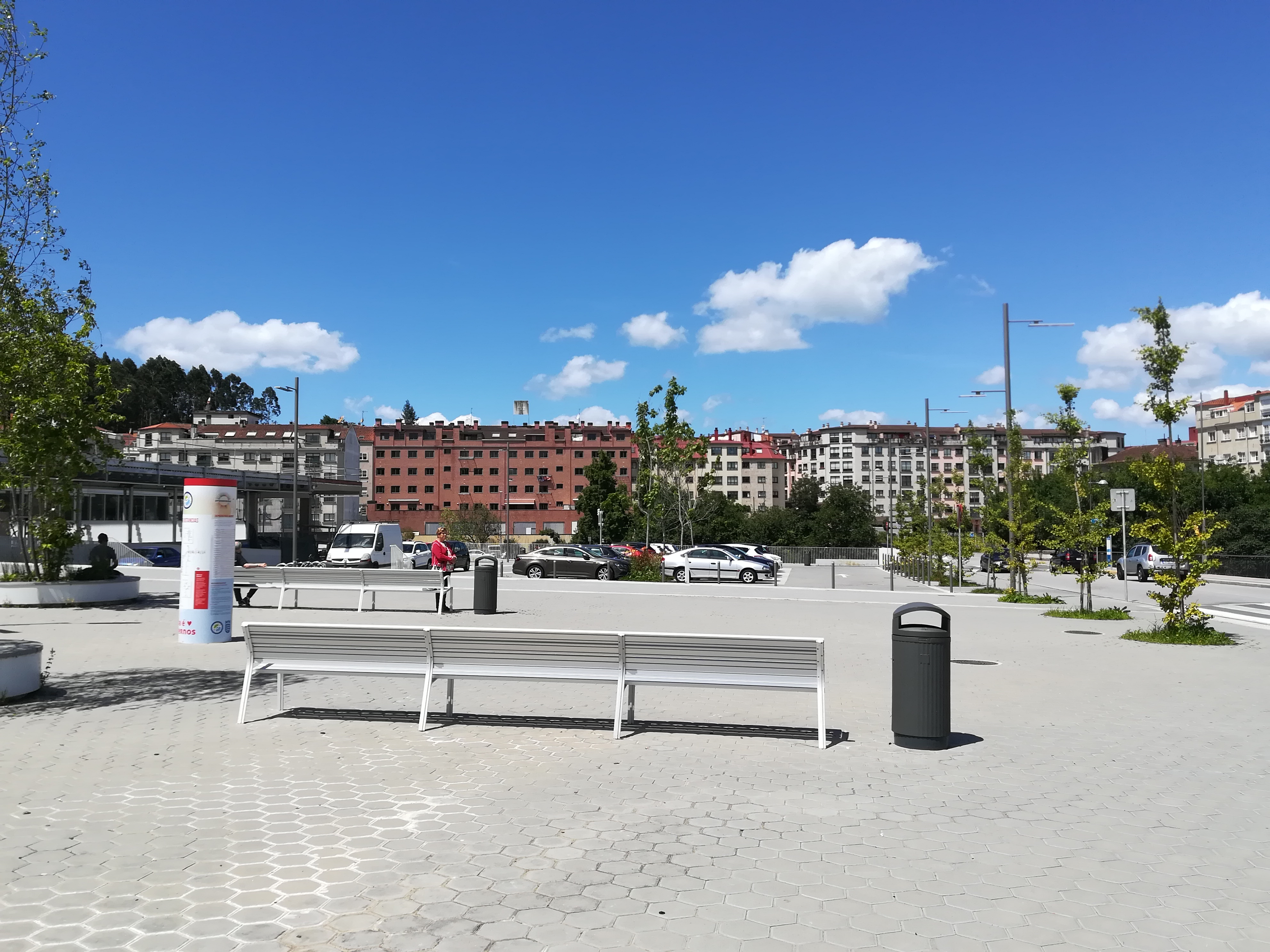
Place de la gare routière
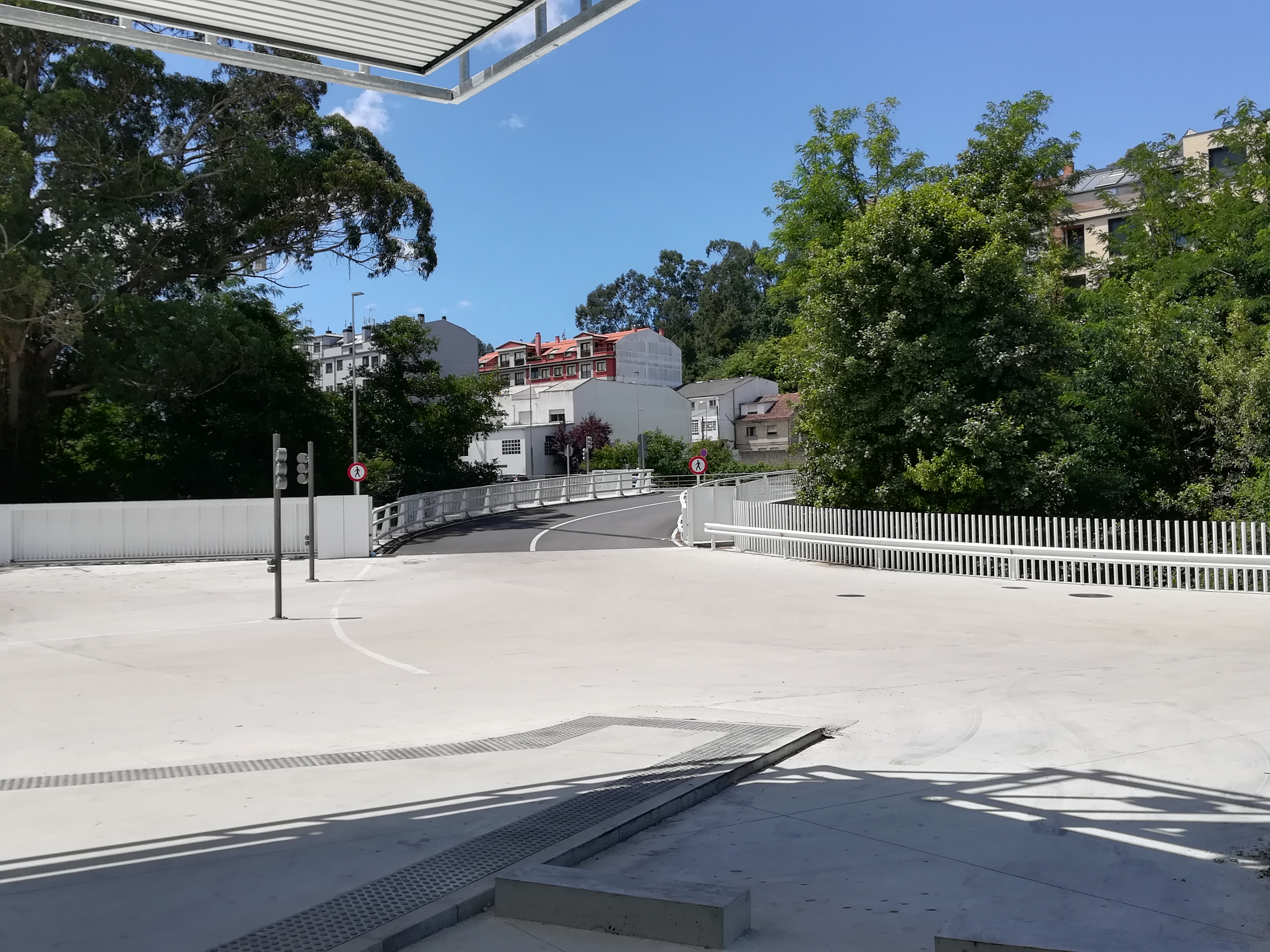
Voie de sortie et d'entrée pour les cars
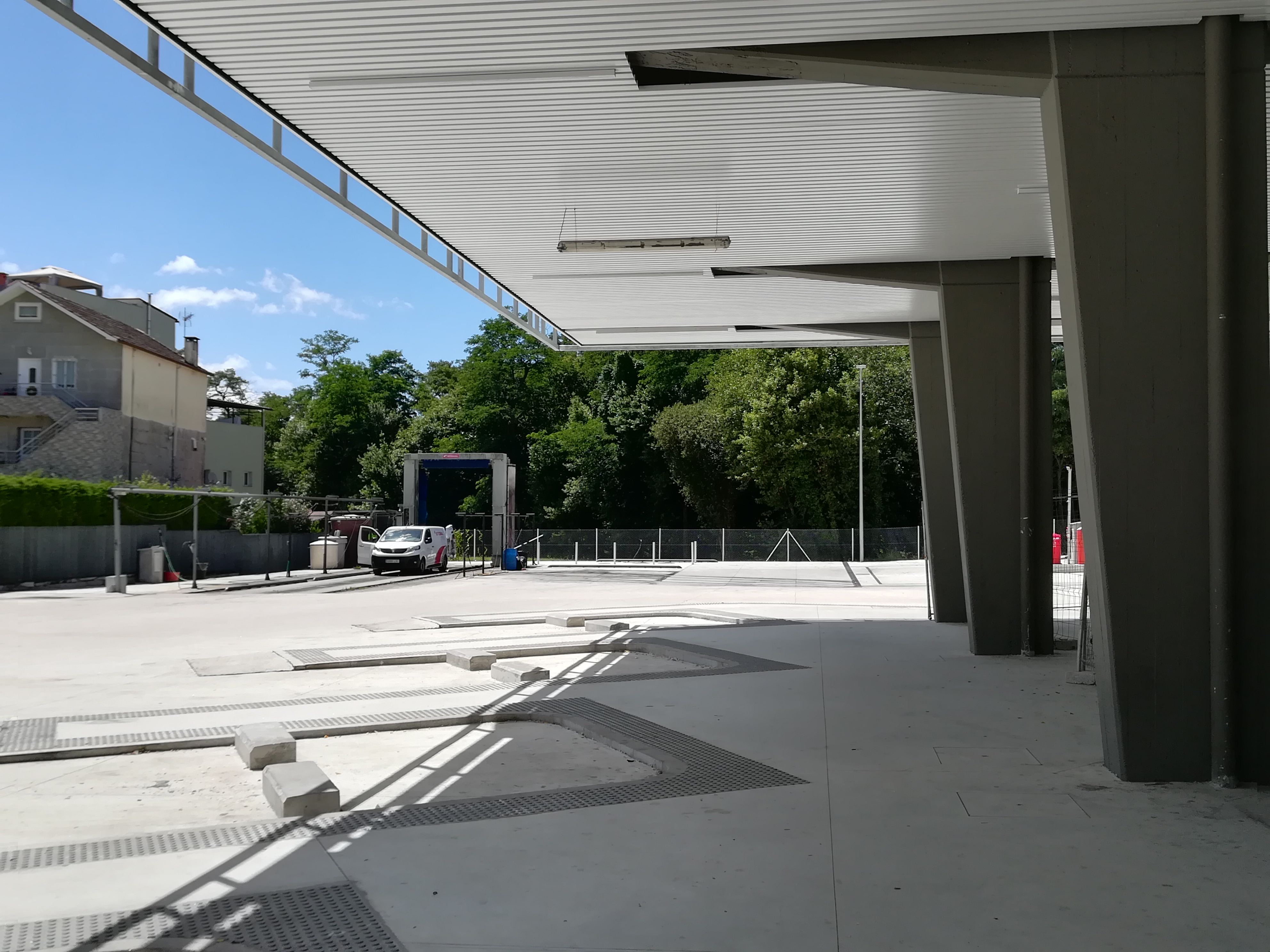
Quais côté est
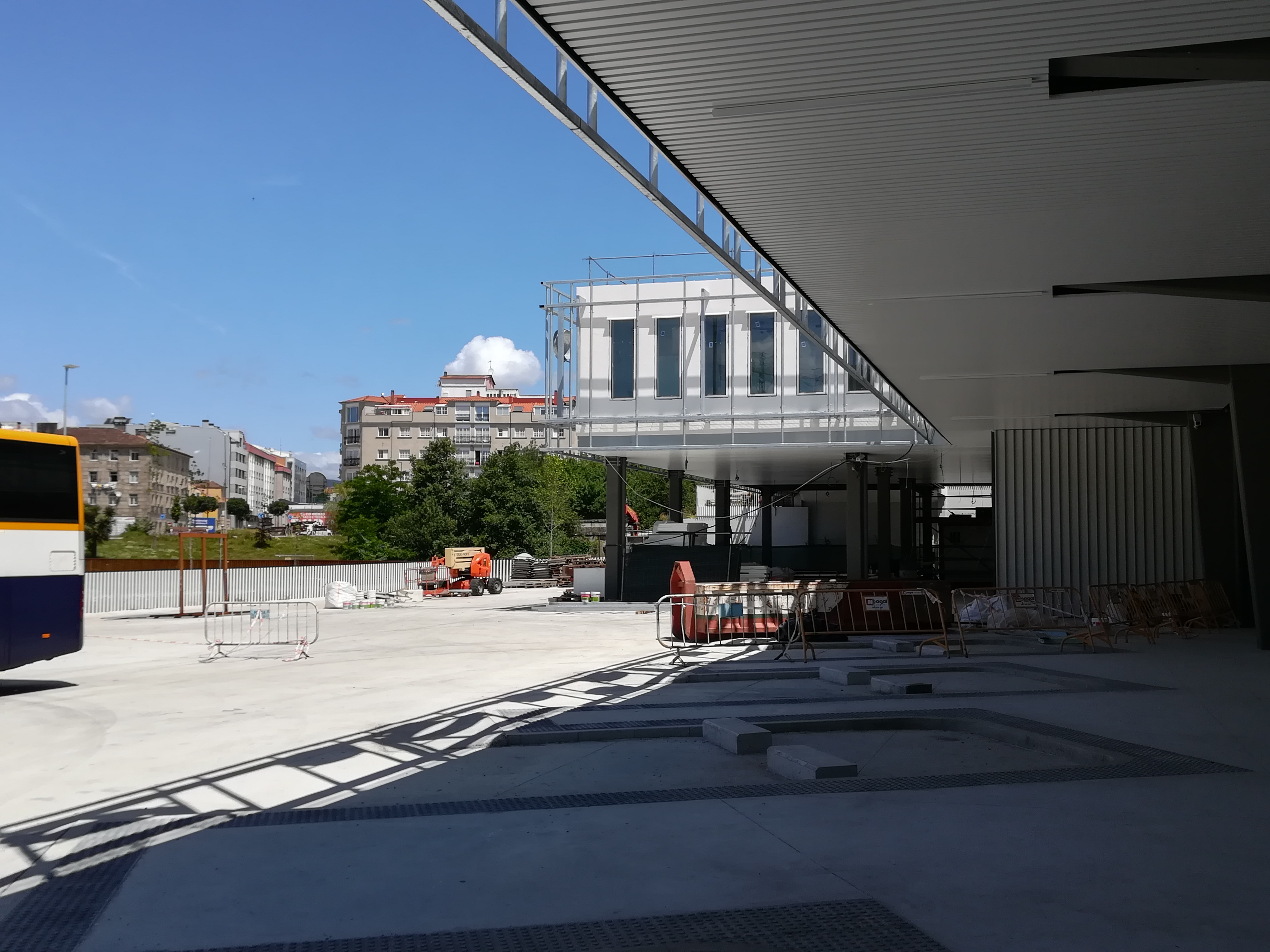
Quais côté ouest
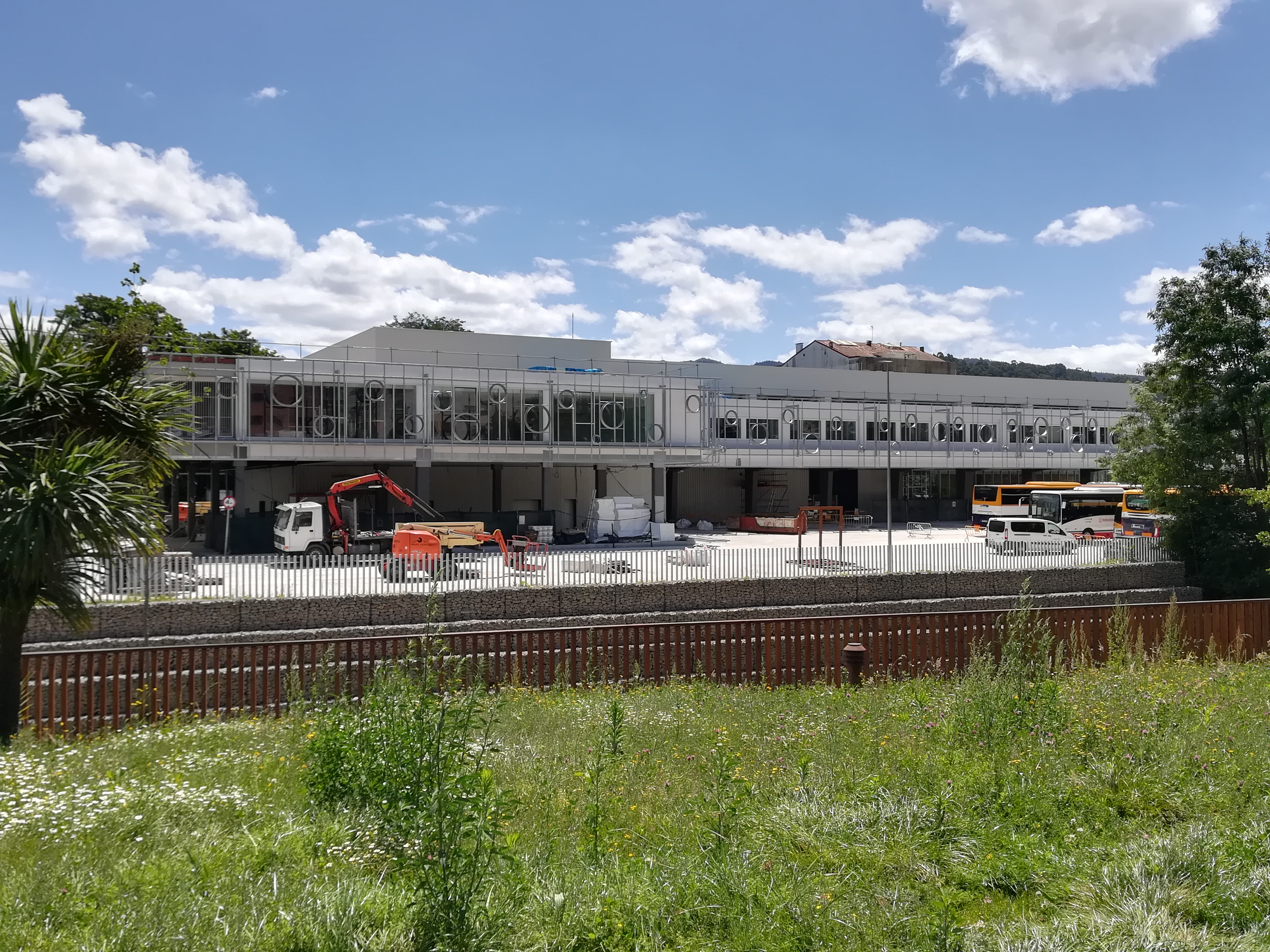
Côté ouest de la gare routière
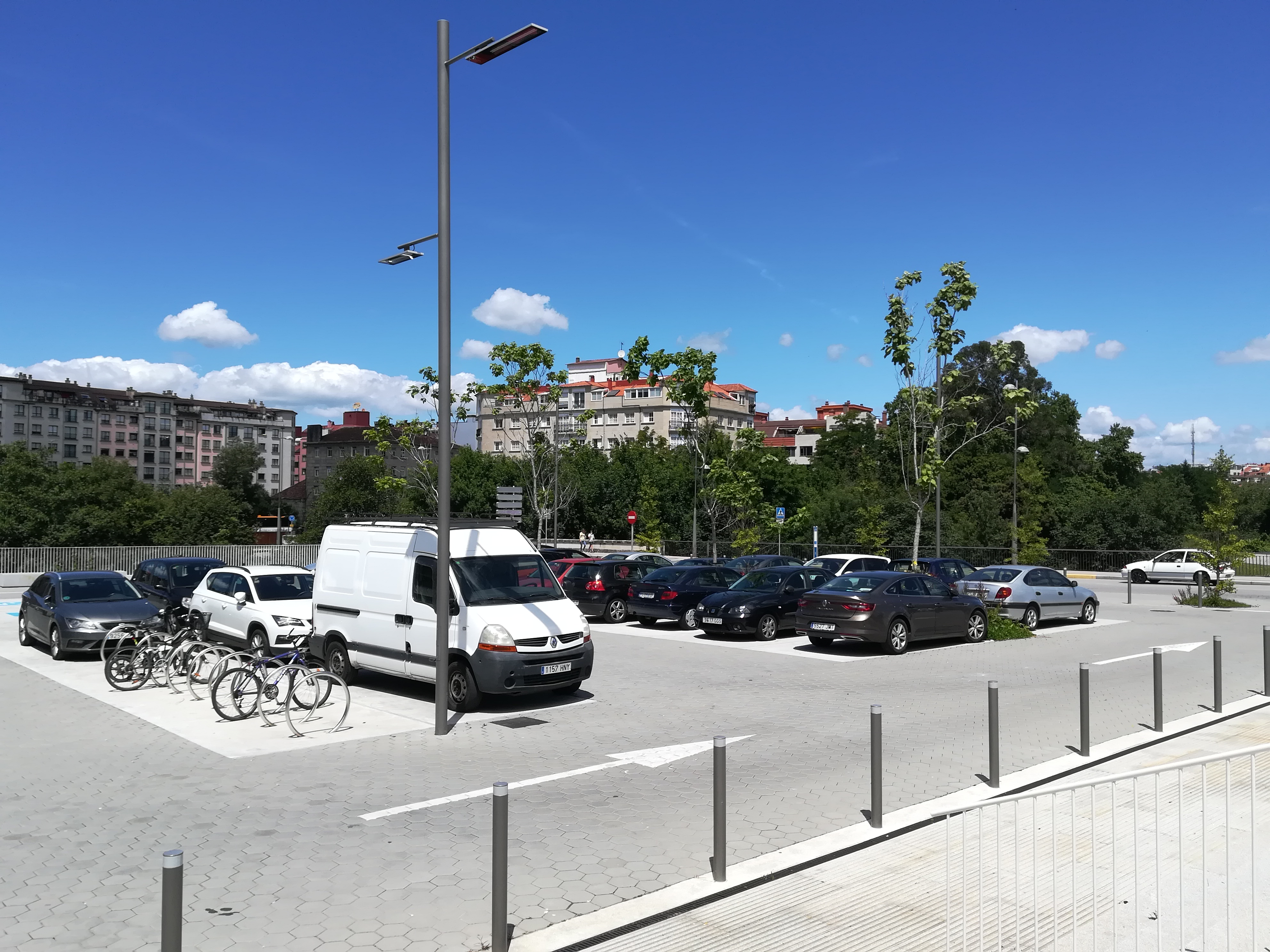
Parking et voie de dépose-minute
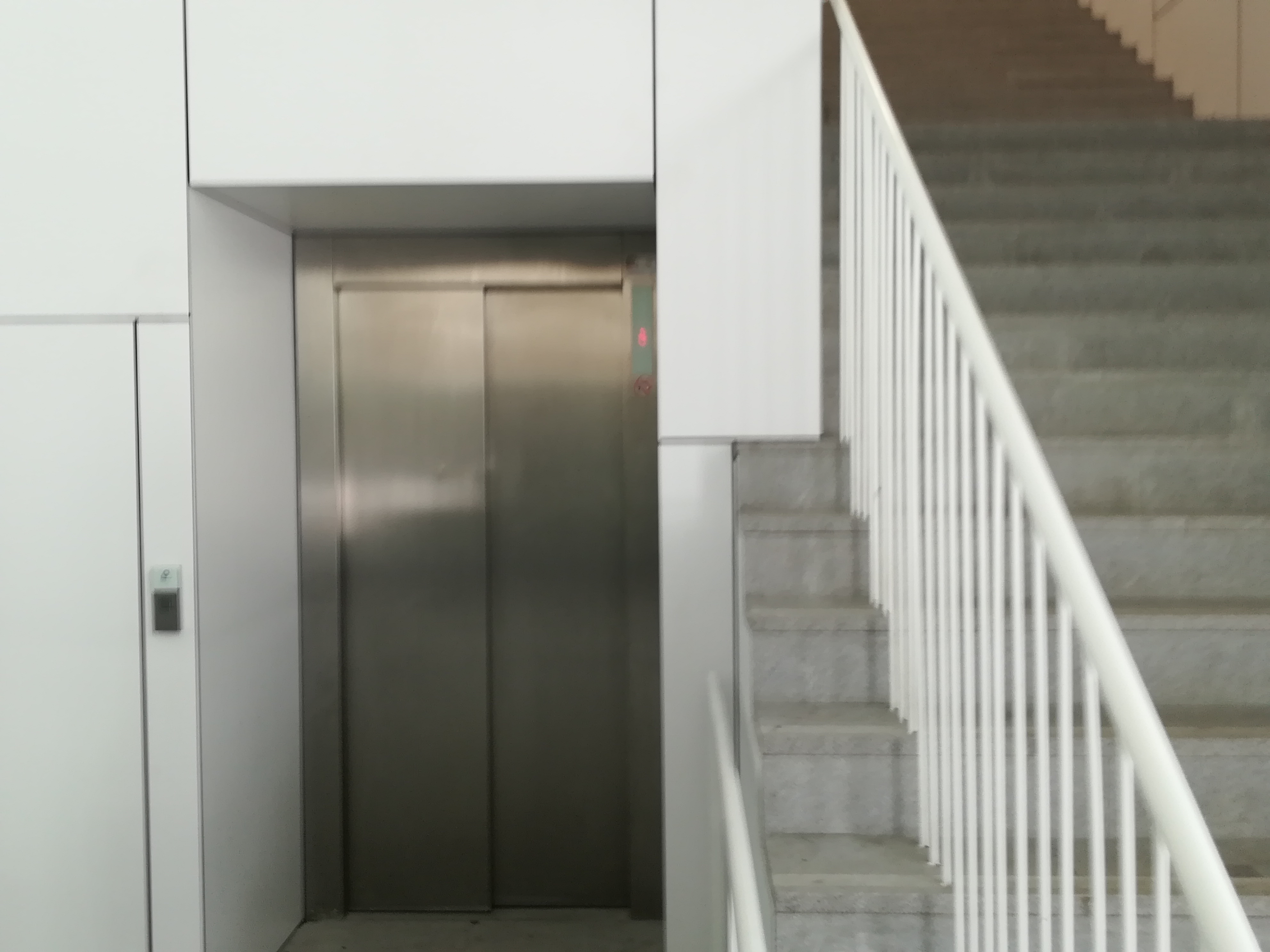
L'un des ascenseurs et des escaliers à l'intérieur
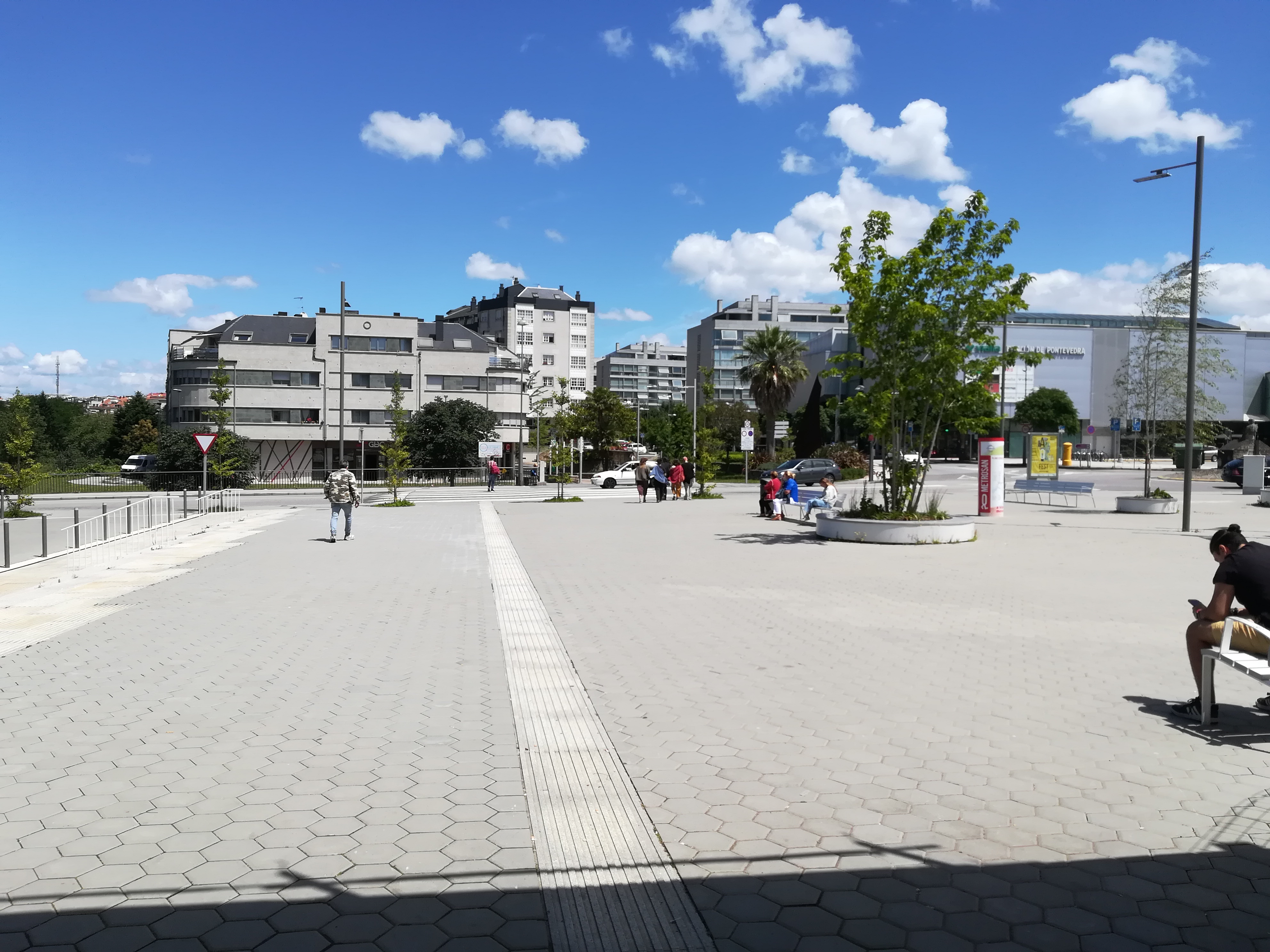
Place de la gare routière avec vue sur la rue Gorgullón
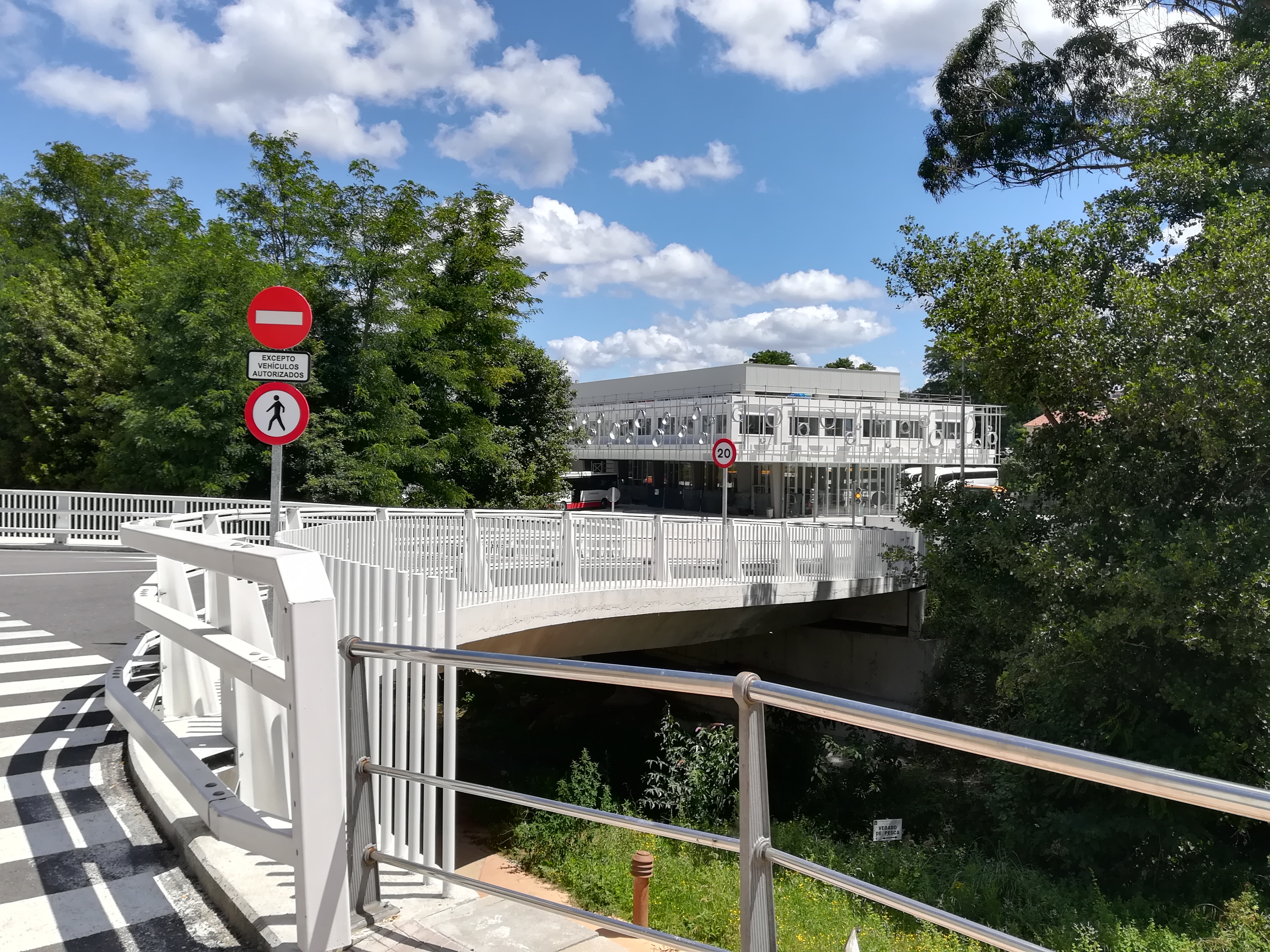
Pont pour l'entrée et la sortie des cars
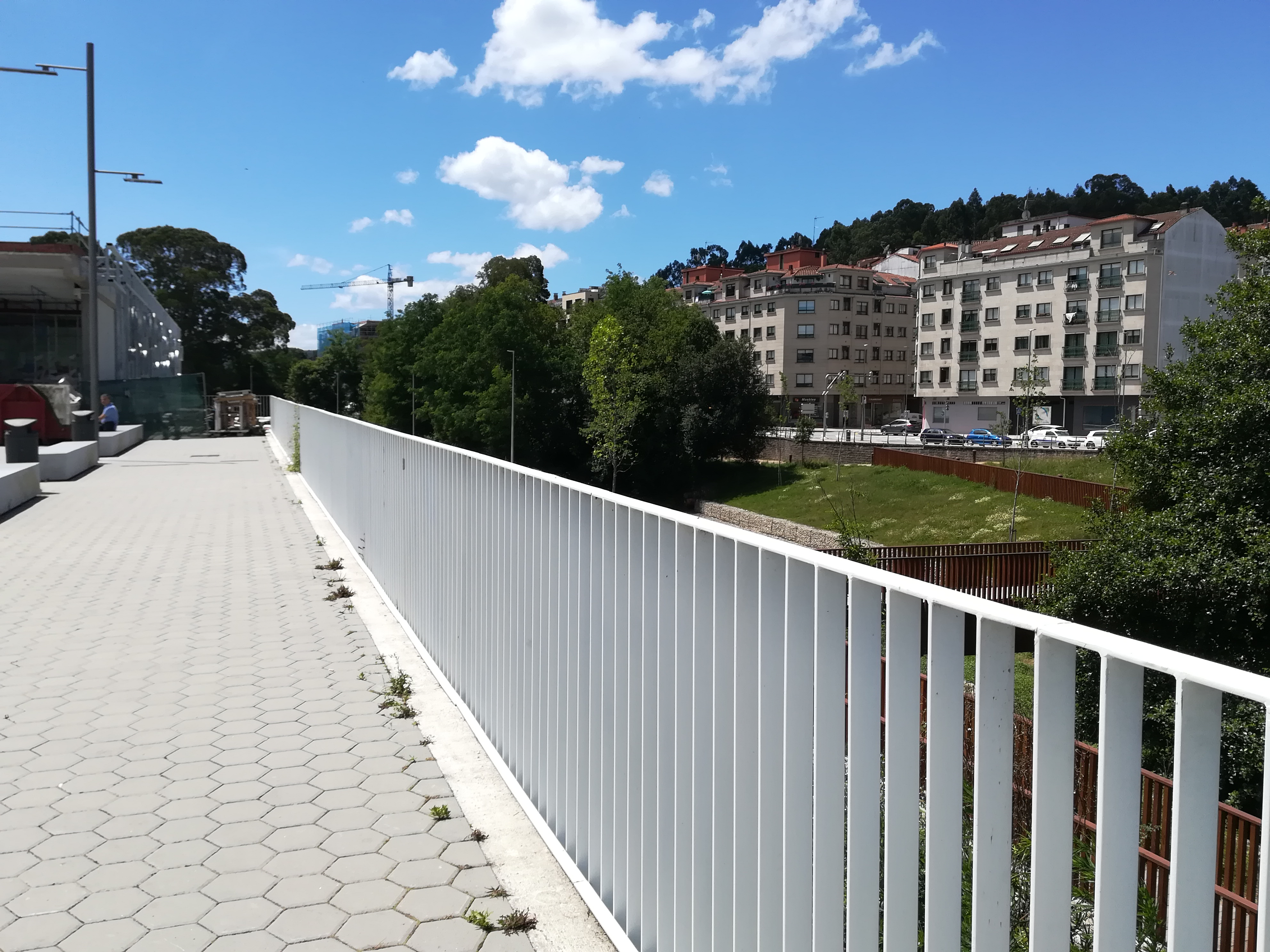
Garde-corps de fermeture de la place surplombant la Gafos
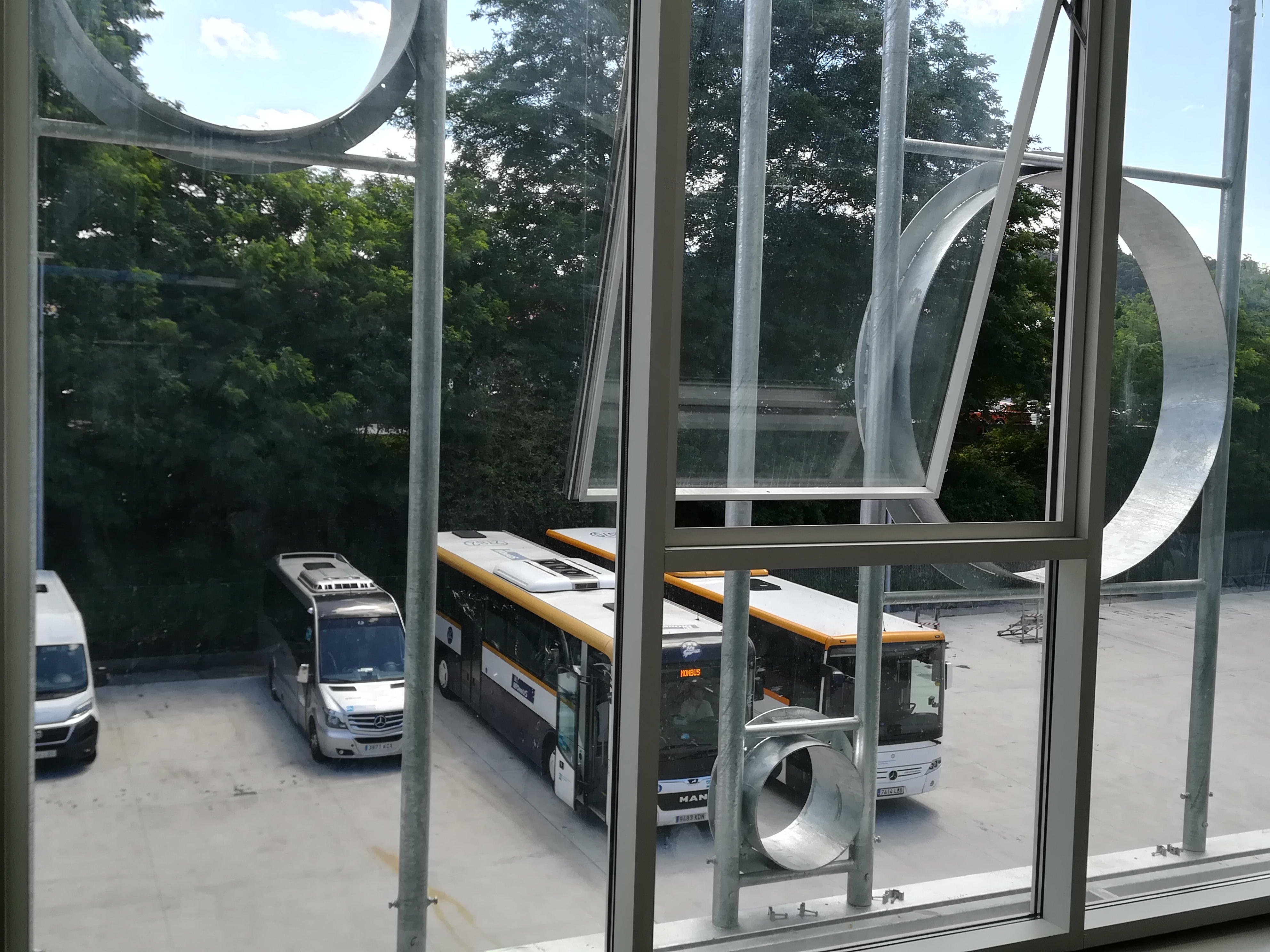
Fenêtres de la gare routière avec vue sur les autocars
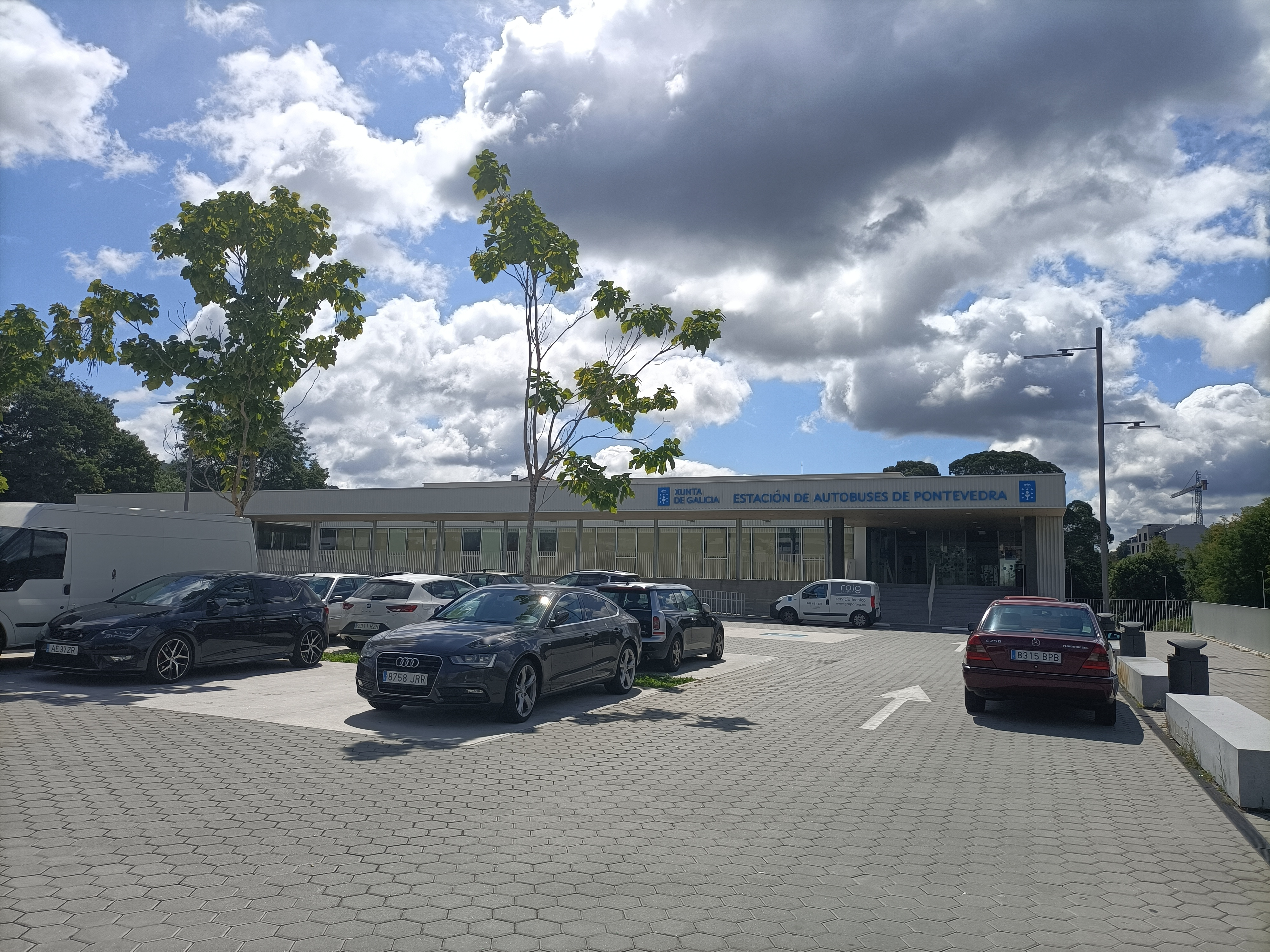
Entrée principale de la gare routière de Pontevedra
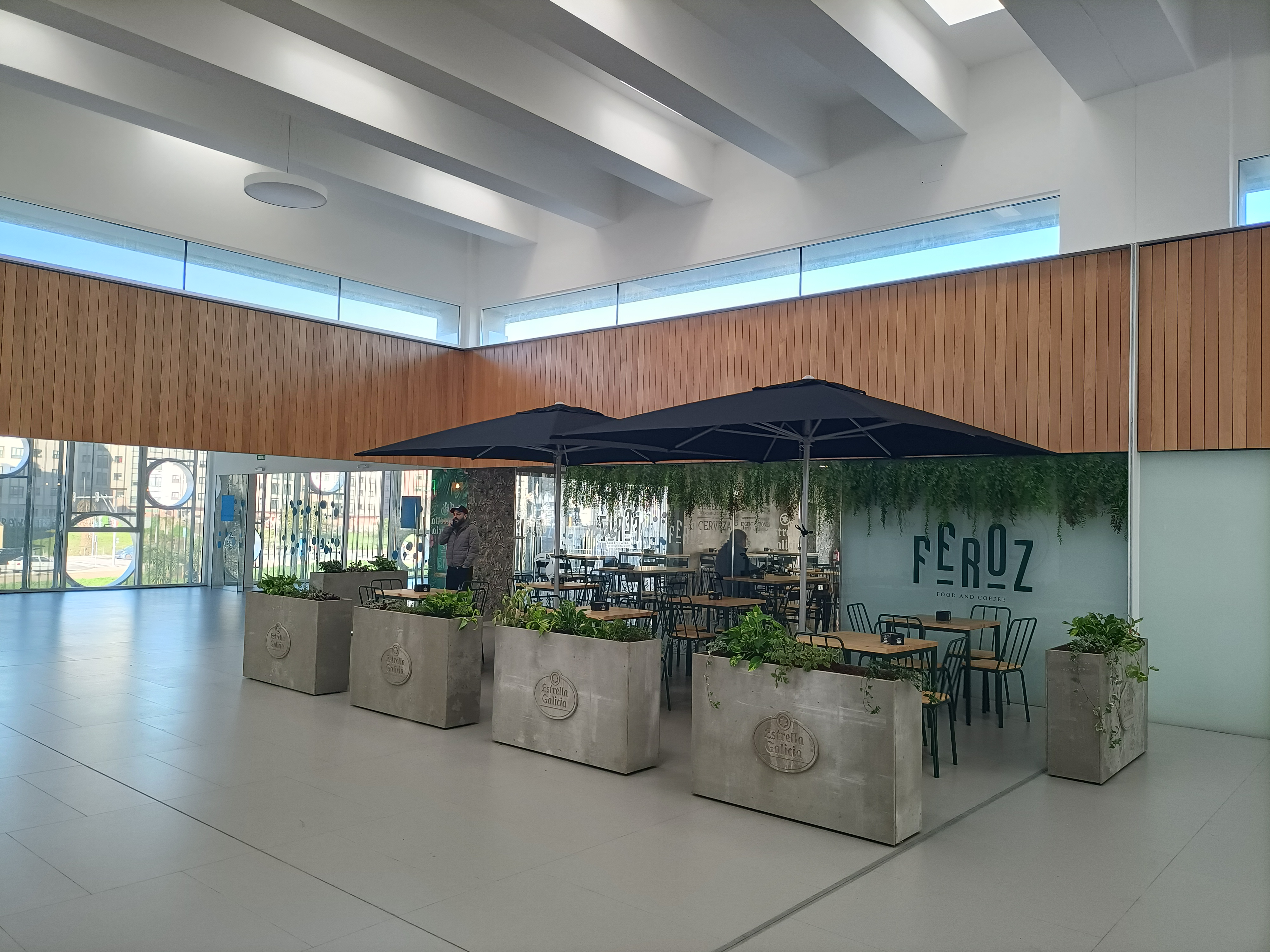
Cafétéria de la gare routière
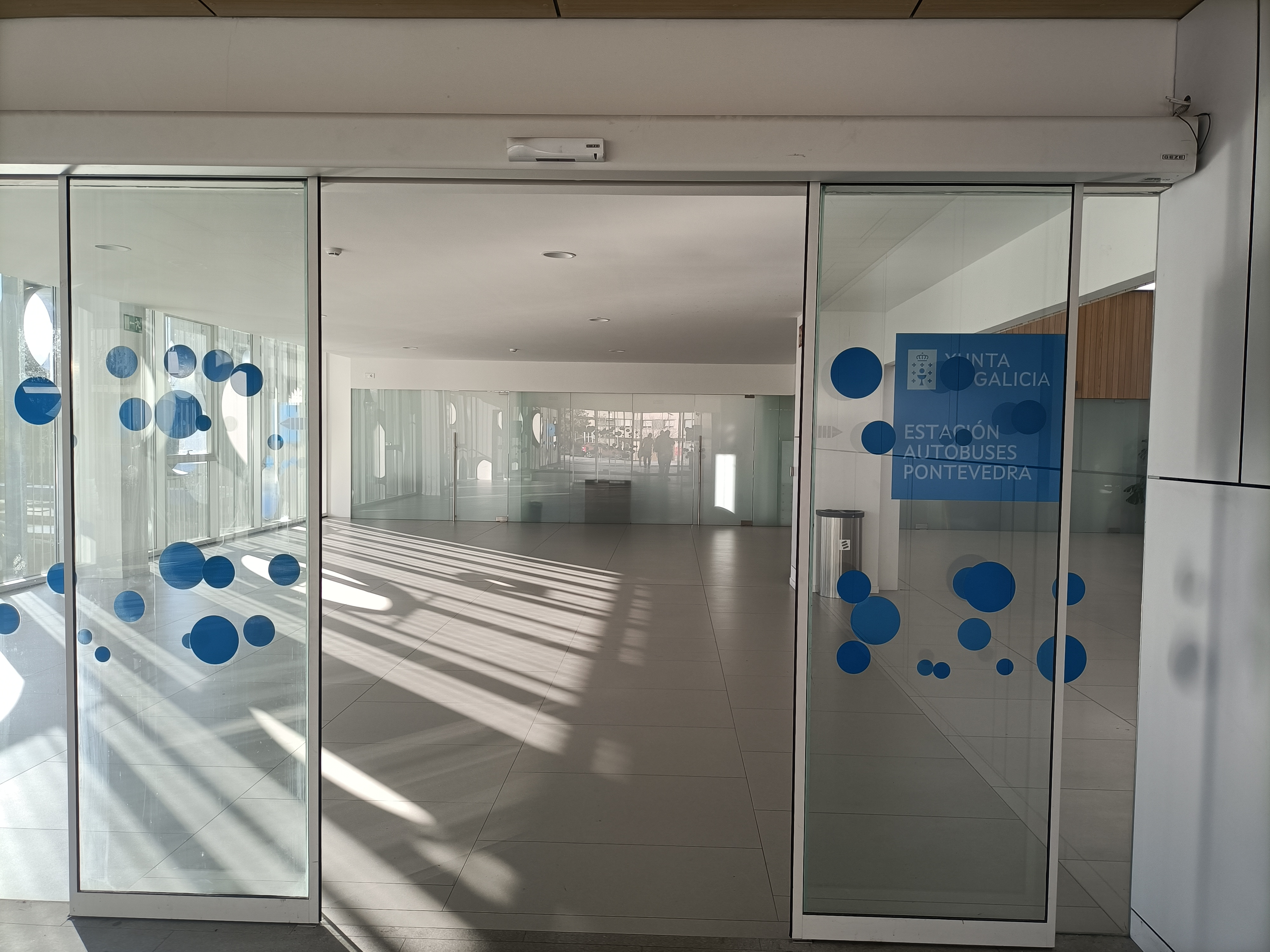
Une des entrées du hall central
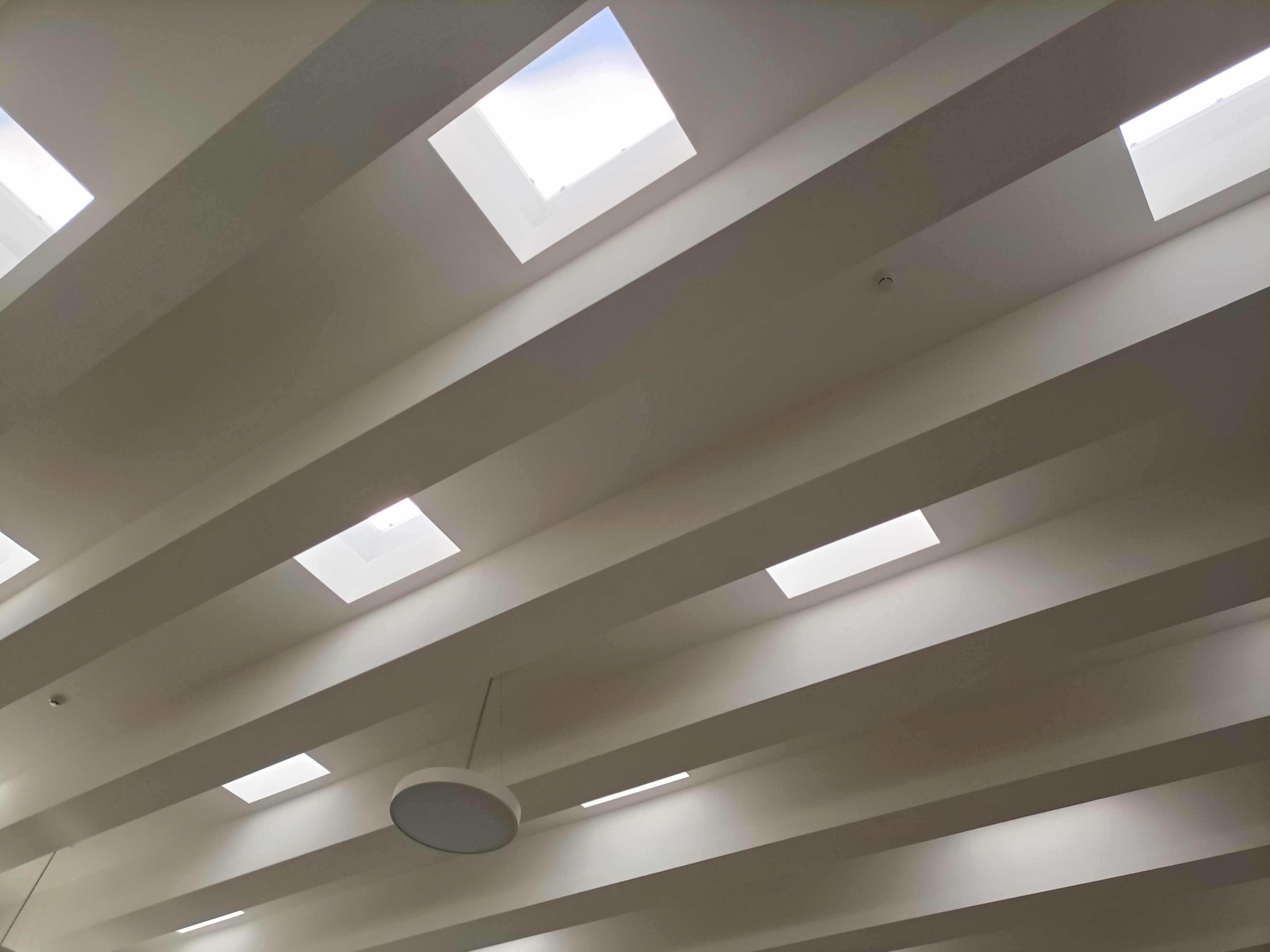
Lanterneaux d'origine à l'intérieur de la gare

## Voir également